# Cladius grandis
Cladius grandis é uma espécie de insetos himenópteros, mais especificamente de moscas-serra pertencente à família Tenthredinidae.
A autoridade científica da espécie é Serville, tendo sido descrita no ano de 1823.
Trata-se de uma espécie presente no território português.